# Бамбург (замок)
Ба́мбурзький за́мок (англ. Bamburgh Castle) — ранньосередньовічний замок на півночі Англії у графстві Нортумберленд неподалік від південних кордонів Шотландії.

## Історія замку

### Рання історія
Перші згадки про місцевість належать до 547 року. В літописах зазначається, що цього року Іда, правитель Берніції та король англів, переніс столицю королівства на місце нинішнього Бамбурга. З плином часу англи підкорили сусідні кельтські племена й королівства Катрает та Регед (сучасна Камбрія). Розцвіт Берніції припав на 603 рік, коли король Етельфріт, онук Іди, долучив до своїх володінь королівство Дейра й таким чином став королем об'єднаного королівства Нортумбрія, що займало майже третину острова.
Етельфріт подарував укріплення в Бамбургу своїй дружині Беббі, назвавши фортецю на її честь Беббабург. У VII столітті Бамбург виглядав зовсім інакше, ніж сьогодні. Беда Високоповажний змальовував Бамбург як обнесену частоколом дерев'яну фортецю.

### Де Моубрей

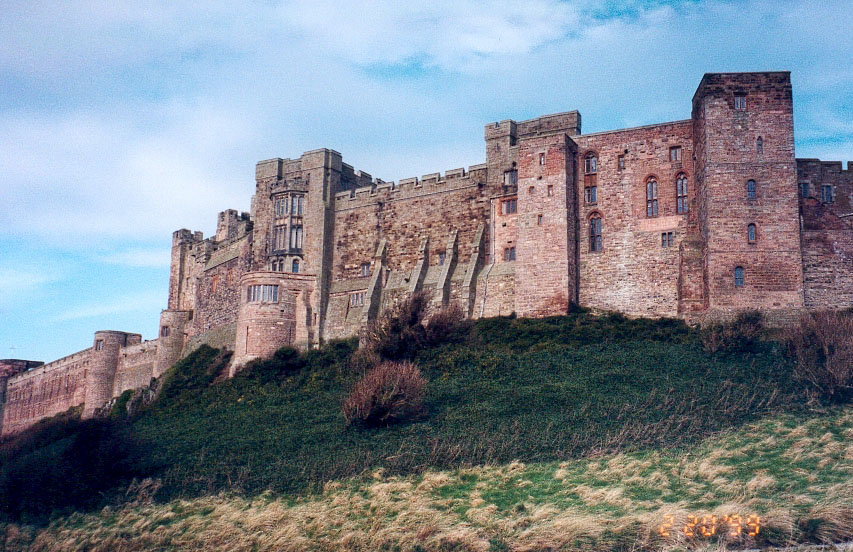
Бамбурґ

На початку XI століття замок належав графській родині, яка управляла Нортумберлендом аж до початку норманського завоювання та деякий час намагалась протистояти Вільгельму Завойовнику. Внаслідок, разом з графським титулом, замок перейшов у власність Роберта де Моубрея, який збудував Бамбург з каміння.
У 1095 році Роберт де Моубрей приєднався до повстання проти Вільгельма II, і король взяв у облогу Бамбург. Вільгельму вдалось захопити у полон Роберта, однак гарнізон замку під проводом його дружини Матильди продовжував оборонятись. Вона віддала наказ здати замок лише після того, як Вільгельм погрожував позбавити зору її чоловіка.

### Війна Червоної та Білої троянди
У 1464 році під час Війни Червоної та Білої троянд замок на 9 місяців було взято в облогу Ричардом Невіллом, 16-м графом Уоріком. Війська графа, вперше за воєнну історію Англії, обстріляли Бамбург артилерійським вогнем, в результаті чого він був сильно пошкоджений. Спроби відреставрувати замок були вжиті наступними власниками на початку XVII та XVIII століть.

### Сучасна історія
На початку XX століття замок купив англійський промисловець Вільям Армстронг та завершив роботи з його відновлення, перетворивши його на власну резиденцію та музей.

## Інформація для відвідувачів
Замок відкрито з 12 березня до 31 жовтня щодня з 11.00 до 17.00.
Квиток для дорослих: £5.50. Дитячий квиток (діти 5-15 років): £2.50. Дітям до 5 років — безкоштовно.